# 犬山神社

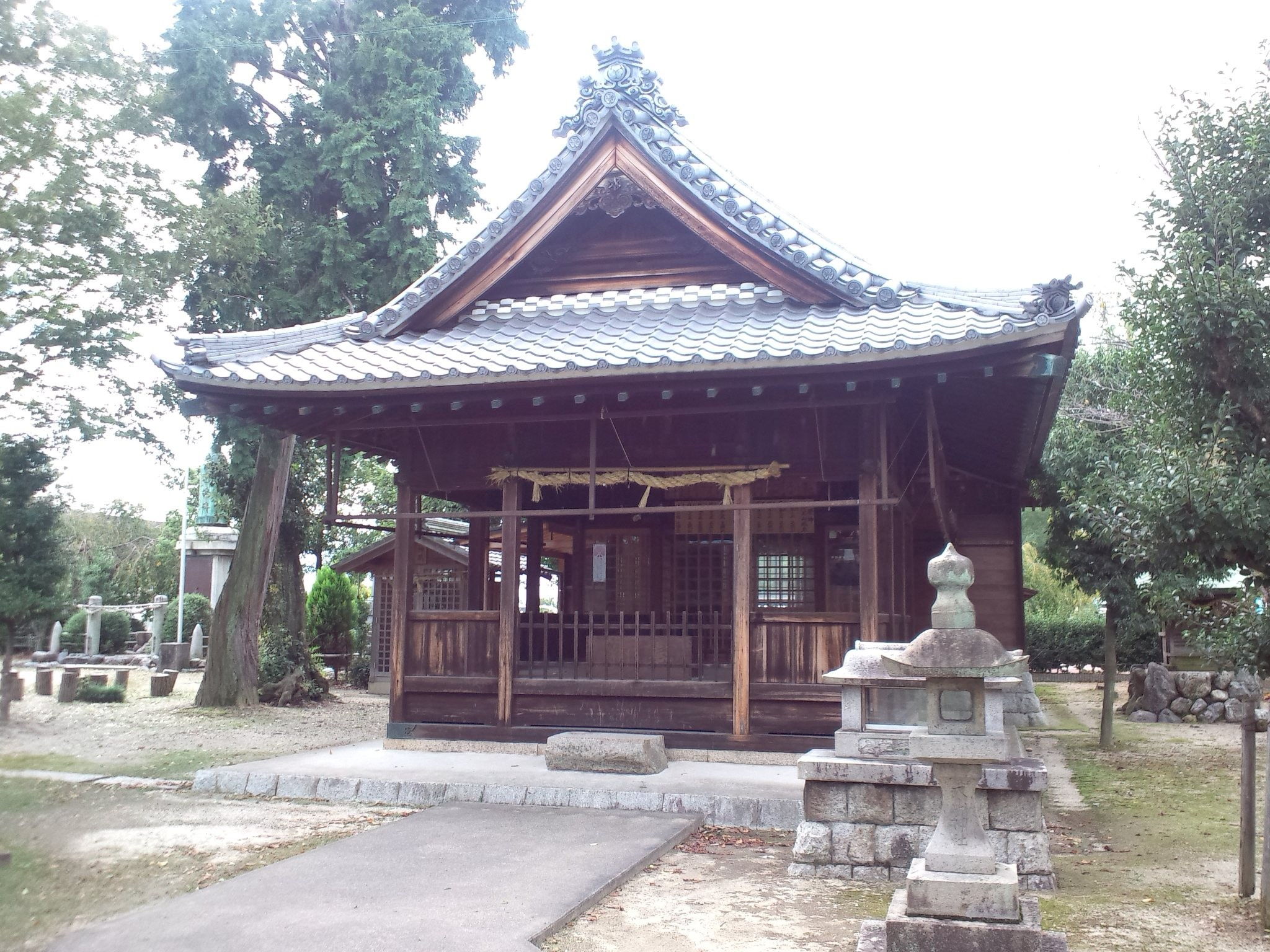
社殿

犬山神社（いぬやまじんじゃ）は、愛知県犬山市にある神社である。針綱神社、三光稲荷神社と同じく、犬山城の南の登城入り口近くにある。この地には犬山城の西御殿（平岩親吉の屋敷を移築した建物）が存在した場所である。
成瀬正成以降の歴代犬山城城主を祀るほか、戊辰戦争から太平洋戦争までの戦没者を祀る。

## 祭神
- 成瀬正成を初代とする、犬山城歴代城主（成瀬氏）が祭神である。

1. 成瀬正成
2. 成瀬正虎
3. 成瀬正親
4. 成瀬正幸
5. 成瀬正泰
6. 成瀬正典
7. 成瀬正壽
8. 成瀬正住
9. 成瀬正肥

廃藩置県で犬山城は廃城となった。1891年（明治24年）の濃尾地震で天守の一部や櫓・城門などがこわれたため、1895年（明治28年）に、城の修復を条件に旧犬山藩主成瀬正肥に無償で譲渡されている。これ以降、犬山城は2004年（平成16年）まで個人所有の城であった。所有者を歴代城主とした場合、成瀬正雄、成瀬正勝、成瀬正俊も城主として祭神となり得るが、最後の犬山藩藩主（成瀬家）の成瀬正肥までが祭神とされている。
- 戊辰戦争から太平洋戦争までの戦没者

## 沿革
- 元々は犬山城内で、祖先の霊を祀るものであった。成瀬正成は1617年（元和3年）に犬山城城主となっている。成瀬正成は1625年（寛永2年）に死去したことから、祀られたのはそれ以降と推測される。
- 1717年（享保2年）、成瀬正幸が犬山城内から相生山（現在の日本モンキーパーク付近）に移転し、相生の宮（相生社）として創建される。
- 1883年（明治16年）6月、現在地に移転。犬山神社に改称する。
- 1948年（昭和23年）、戊辰戦争から太平洋戦争までの戦没者を合祀する。

## 所在地
- 愛知県犬山市大字犬山字北古券12

## 交通機関
- 名古屋鉄道犬山線犬山駅より徒歩20分
- 名古屋鉄道犬山線犬山遊園駅より徒歩15分
- 各務原市ふれあいバス循環休日線「犬山城」バス停下車　（土休日運行）